# Pisodonophis
Pisodonophis – rodzaj ryb promieniopłetwych z podrodziny Ophichthinae w obrębie rodziny żmijakowatych (Ophichthidae).

## Rozmieszczenie geograficzne
Do rodzaju należą gatunki występujące w wodach Morza Czerwonego, Indo-Pacyfiku, Morza Śródziemnego i wschodniego Oceanu Atlantyckiego.

## Morfologia
Długość ciała do 108 cm; brak danych dotyczących masy ciała.

## Systematyka
Rodzaj zdefiniował w 1856 roku niemiecki paleontolog i przyrodnik Johann Jakob Kaup w artykule poświęconym przeglądowi ryb węgorzokształtnych opublikowanym w czasopiśmie Archiv für Naturgeschichte. Gatunkiem typowym jest (późniejsze oznaczenie) P. cancrivorus.

### Etymologia
- Pisodonophis: gr. πισoς pisos ‘groch’; οδους odous, οδοντος odontos ‘ząb’; οφις ophis, οφεως opheōs ‘wąż’[6].
- Brachycheirophis: gr. βραχυς brakhus ‘krótki’[7]; χειρ kheir, χειρος kheiros ‘dłoń, ręka’[8]; οφις ophis, οφεως opheōs ‘wąż’[9]. Gatunek typowy (oryginalne oznaczenie (również monotypowe)): Pisoodonophis daspilotus Gilbert, 1898.

### Podział systematyczny
Do rodzaju należą następujące gatunki:
- Pisodonophis boro (Hamilton, 1822)
- Pisodonophis cancrivorus (Richardson, 1848)
- Pisodonophis copelandi Herre, 1953
- Pisodonophis daspilotus Gilbert, 1898
- Pisodonophis hoevenii (Bleeker, 1853)
- Pisodonophis hypselopterus (Bleeker, 1851)
- Pisodonophis kalinga Mohanty, Behera, Acharya, Patnaik, Ray, Seth, Patro, Mishra & Mohapatra, 2023
- Pisodonophis micropterus Bleeker, 1863
- Pisodonophis semicinctus (Richardson, 1848) – żmijak gwinejski[10]